# مزارع پیله سهران
مزارع پیله سهران یک منطقهٔ مسکونی در ایران است که در دهستان شرقی واقع شده‌است.